# Reno 911!

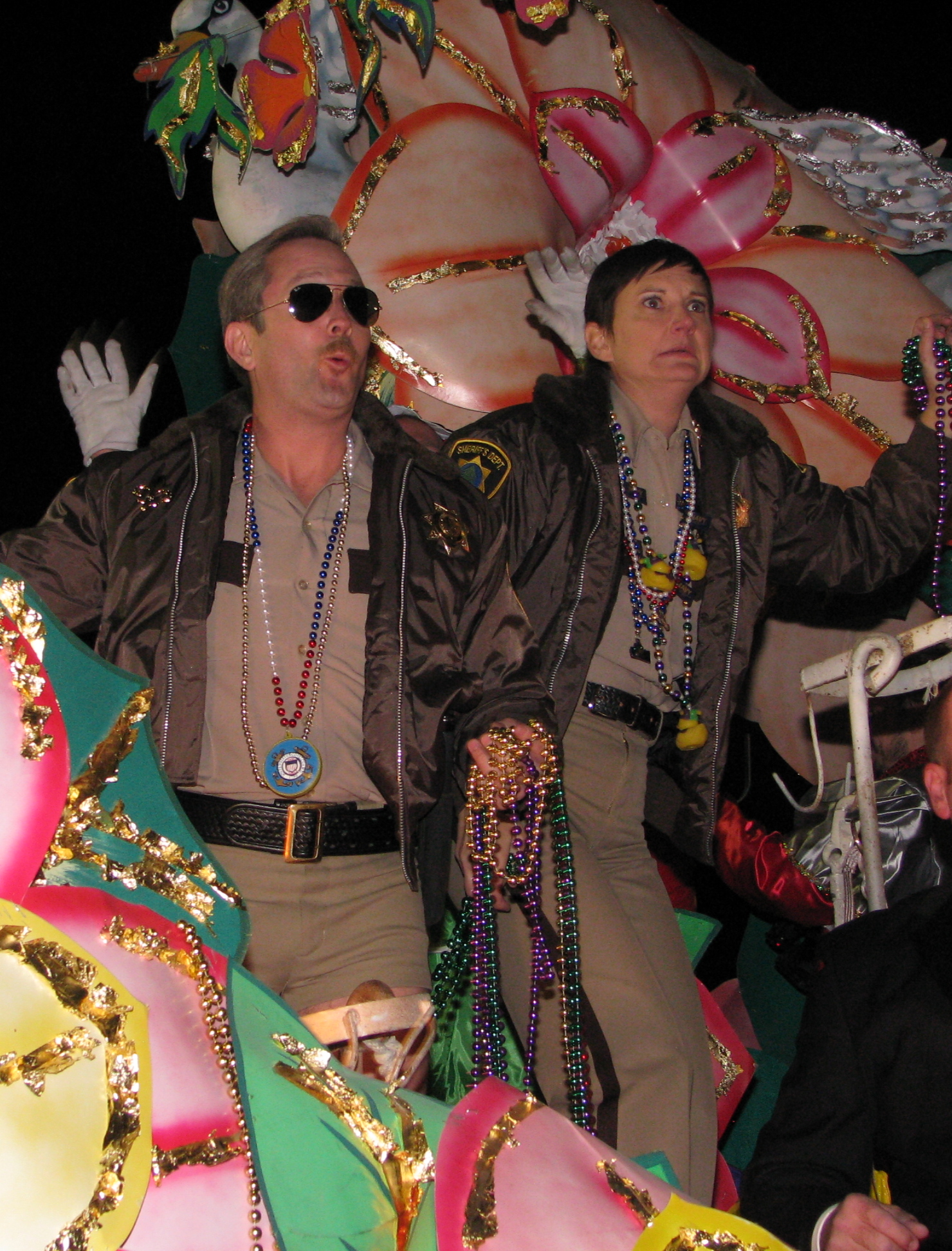

Reno 911! (Apel de urgență în Reno!) este un serial american de televiziune de comedie difuzat pe Comedy Central. Este o parodie în stil fals a documentarelor de aplicare a legii, în special Polițiști (Cops), cu actori de comedie interpretând ofițerii de poliție. Thomas Lennon, Robert Ben Garant și Kerri Kenney-Silver sunt creatorii serialului.
Seria originală a fost transmisă între 23 iulie 2003 - 8 iulie 2009, iar o nouă serie a fost transmisă din 4 mai 2020 - prezent.
Un film, Reno 911!: Miami (Apel de urgență în Reno: Operațiunea Miami), a apărut în 2007.